# 民主黨 (斯里蘭卡)
民主黨曾經是斯里蘭卡的一個政黨，由前軍方參謀長薩拉斯·豐塞卡創立並出任黨領袖，民主黨在2013年3月向選舉委員會登記成立。

## 2013年省議會選舉
省議會選舉在2013年9月21日舉行，民主黨競逐北部、西北部和中部議席，最終在西北部和中部各取得46,114票和45,329票，分別控制3席和2席，意外超越人民解放阵线，成為兩個省議會中的第三大黨。不過，民主黨在北部省議會僅得170票，未能獲得支持。

## 2014年省議會選舉
2014年省議會選舉在3月29日舉行，民主黨再次派出候選人出選，成功控制兩個議會中共12席，包括南部的3席和西部的9席，分別各得75,532票和203,767票。
不過，民主黨在烏沃省的9月20日省議會選舉中潰敗，只得到6,076票或0.89%，成為立黨以來最大挫敗。

## 2015年總統選舉
民主黨表態支持反對派共同候選人邁特里帕拉·西里塞納，導致部分黨員離開，包括賈揚莎·傑安塔。

## 2015年國會選舉
黨主席、陸軍元帥薩拉斯·豐塞卡宣布將會獨自參選8月17日的國會選舉的可倫坡選區。最終民主黨意外大敗，綜觀全國只得到28,587票，未能進入國會。

## 2016年亡黨
2016年2月3日，民主黨與总理拉尼尔·维克勒马辛哈簽署諒解備忘錄，正式加入執政的全國統一陣線。
2月9日，豐塞卡宣誓就任國會議員，填補因古納瓦達納離世而出現的空缺，這是民主黨首次晉身國會。
7月30日，豐塞卡獲得統一國民黨的黨籍，成為他們的一員，民主黨隨之解散。